# Alanen (släkt)
Alanen är en släkt från Kauhava i Finland.
Prosten Yrjö Alanens (1860–1944) och Helmi Maria Karstens barn: 
- Aarne Alanen (1889-1970), läkare
  - Yrjö O. Alanen, professor i psykiatri
- Yrjö J. E. Alanen (1890–1960), teologiprofessor
- Aatos Alanen (1894–1974), professor i allmän rättslära och romersk privaträtt
- Aulis J. Alanen (1906–1987), professor och historiker